# Crespy-le-Neuf
Crespy-le-Neuf és un municipi francès situat al departament de l'Aube i a la regió del Gran Est. L'any 2007 tenia 150 habitants.

## Demografia

### Població
El 2007 la població de fet de Crespy-le-Neuf era de 150 persones. Hi havia 60 famílies de les quals 24 eren unipersonals (12 homes vivint sols i 12 dones vivint soles), 8 parelles sense fills, 24 parelles amb fills i 4 famílies monoparentals amb fills.
La població ha evolucionat segons el següent gràfic:
Habitants censats

### Habitatges
El 2007 hi havia 74 habitatges, 64 eren l'habitatge principal de la família, 4 eren segones residències i 5 estaven desocupats. 55 eren cases i 15 eren apartaments. Dels 64 habitatges principals, 44 estaven ocupats pels seus propietaris, 19 estaven llogats i ocupats pels llogaters i 1 estava cedit a títol gratuït; 1 tenia una cambra, 10 en tenien dues, 10 en tenien tres, 14 en tenien quatre i 29 en tenien cinc o més. 46 habitatges disposaven pel capbaix d'una plaça de pàrquing. A 31 habitatges hi havia un automòbil i a 29 n'hi havia dos o més.

### Piràmide de població
La piràmide de població per edats i sexe el 2009 era:
| Homes | Edats   | Dones |
| ----- | ------- | ----- |
| 0     | 95 o +  | 0     |
| 0     | 90 a 94 | 0     |
| 0     | 85 a 89 | 0     |
| 0     | 80 a 84 | 4     |
| 0     | 75 a 79 | 0     |
| 4     | 70 a 74 | 0     |
| 8     | 65 a 69 | 4     |
| 4     | 60 a 64 | 8     |
| 4     | 55 a 59 | 4     |
| 4     | 50 a 54 | 4     |
| 4     | 45 a 49 | 8     |
| 8     | 40 a 44 | 4     |
| 0     | 35 a 39 | 4     |
| 4     | 30 a 34 | 8     |
| 12    | 25 a 29 | 4     |
| 4     | 20 a 24 | 0     |
| 16    | 15 a 19 | 0     |
| 8     | 10 a 14 | 8     |
| 4     | 5 a 9   | 0     |
| 0     | 0 a 4   | 0     |

## Economia
El 2007 la població en edat de treballar era de 99 persones, 79 eren actives i 20 eren inactives. De les 79 persones actives 73 estaven ocupades (43 homes i 30 dones) i 6 estaven aturades (1 home i 5 dones). De les 20 persones inactives 6 estaven jubilades, 7 estaven estudiant i 7 estaven classificades com a «altres inactius».

### Ingressos
El 2009 a Crespy-le-Neuf hi havia 56 unitats fiscals que integraven 146,5 persones, la mediana anual d'ingressos fiscals per persona era de 14.708 €.

### Activitats econòmiques
Dels 4 establiments que hi havia el 2007, 1 era d'una empresa de fabricació de material elèctric, 1 d'una empresa de comerç i reparació d'automòbils, 1 d'una empresa immobiliària i 1 d'una empresa de serveis.
L'únic establiment comercial que hi havia el 2009 era una carnisseria.
L'any 2000 a Crespy-le-Neuf hi havia 9 explotacions agrícoles que ocupaven un total de 465 hectàrees.

## Equipaments sanitaris i escolars
El 2009 hi havia una escola elemental integrada dins d'un grup escolar amb les comunes properes formant una escola dispersa.

## Poblacions més properes
El següent diagrama mostra les poblacions més properes.